# سیارک ۱۱۸۶۰
سیارک ۱۱۸۶۰ (به انگلیسی: 11860 Uedasatoshi، نامگذاری:1988UP) یازده هزار و هشتصد و شصتمین سیارک کشف شده‌است که در ۱۶ اکتبر ۱۹۸۸ کشف شد.